# Haasea inflata
Haasea inflata är en mångfotingart som först beskrevs av Karl Wilhelm Verhoeff 1907.  Haasea inflata ingår i släktet Haasea och familjen Haaseidae. Inga underarter finns listade i Catalogue of Life.